# Großer Kopf
Der Große Kopf zwischen Latrop im Hochsauerlandkreis und Schüllar im Kreis Siegen-Wittgenstein, Nordrhein-Westfalen (Deutschland) ist ein 740,8 m ü. NHN hoher Berg im Rothaargebirge und nach dem Albrechtsberg (770,8 m) der zweithöchste Berg des Südwestlichen Winterberger Hochlands.

## Geographie

### Lage
Der Große Kopf liegt auf der Nahtlinie von Hochsauerlandkreis im Norden und Kreis Siegen-Wittgenstein im Süden. Er befindet sich im Naturpark Sauerland-Rothaargebirge zwischen Schmallenberg (Hochsauerlandkreis) im Nordwesten und Bad Berleburg (Kreis Siegen-Wittgenstein) im Südosten. Die nächstgelegenen Dörfer oder Weiler sind die Schmallenberger Ortsteile Latrop (2,4 km nordnordwestlich), Schanze (4,2 km nordnordöstlich) und Jagdhaus (5 km westnordwestlich) sowie die Bad Berleburger Ortsteile Kühhude (3,3 km nordöstlich), Schüllar (4,6 km südöstlich) und Wingeshausen (5,2 km südwestlich).

### Naturräumliche Zuordnung
Der Große Kopf gehört in der naturräumlichen Haupteinheitengruppe Süderbergland (Nr. 33), in der Haupteinheit Rothaargebirge (mit Hochsauerland) (333) und in der Untereinheit Winterberger Hochland (333.5) zum Naturraum Östliche (Kühhuder) Rothaar (333.52). Die Landschaft fällt nach Südosten in den Naturraum Odebornsenke (333.10) ab.

### Nachbarerhebungen
Zu den westnordwestlichen Ausläufern des mit Laub- und Nadelbäumen bewaldeten Großen Kopfs gehören die Große Bamicke (614,5 m) und die westlich davon befindliche Kleine Bamicke (661,4 m). Nördlich liegt jenseits des Latroptals die Höhe (693,8 m) mit der westsüdwestlich daran anschließenden Schmallenberger Höhe (677,6 m). In Richtung Nordosten leitet die Landschaft, entlang des Rothaarkamms, über den Saukopf (716,3 m) zum Albrechtsberg (770,8 m) über.

### Wasserscheide und Fließgewässer
Über den Großen Kopf verläuft ein Abschnitt der Rhein-Weser-Wasserscheide. Das Wasser der Fließgewässer, die vom Bergsporn nordwärts streben, wie der Klotzlochsiepen als südlicher Schladebach-Zufluss, fließt durch die Latrop, Lenne und Ruhr in den Rhein. Dem entgegen verläuft jenes des südwärts gerichteten Westerzebachs durch die Trüfte (auch Trufte genannt), Eder und Fulda in die Weser.

## Schutzgebiete
Direkt südöstlich vom Gipfel des Großen Kopfs liegen Bereiche des 2004 gegründeten und 38,4 km² großen Naturschutzgebiets Rothaarkamm am Grenzweg (NSG-Nr. 329598). Daran schließen sich nordwestlich solche des 2008 gegründeten und 21,02 km² großen Naturschutzgebiets Waldreservat Schanze (NSG-Nr. 389939) an. Der Berg liegt im Kernbereich des Fauna-Flora-Habitat-Gebiets Schanze (FFH-Nr. 4816-302), das 61,62 km² groß ist. Beiderseits des Bergkamms befinden sich Bereiche der 1994 gegründeten Landschaftsschutzgebiete Rothaargebirge – Hochsauerlandkreis-Teilfläche 1 (LSG-Nr. 323981), das 140,53 km² groß ist und im Norden bis an den Gipfel heranreicht, und Rothaargebirge – Kreis Siegen-Wittgenstein (LSG-Nr. 390204), das 299,43 km² groß ist und bis auf die unteren Teile der südlichen Bergflanken reicht.

## Verkehr und Wandern
Ein paar Kilometer vom Großen Kopf entfernt führt von der Bundesstraße 480 kommend die Kreisstraße 39, die von Bad Berleburg nach Kühhude verläuft, als Sackgasse im Osten am Berg vorbei. Von der Bundesstraße 236 zweigt in Fleckenberg die Jagdhäuser Straße ab, die jenseits der Landkreisgrenze K 42 heißt und von Fleckenberg durch Jagdhaus nach Wingeshausen führt und den Berg weit im Westen passiert; in Fleckenberg zweigt zudem von der B 236 die Latroper Straße als Sackgasse nach Latrop ab. Beispielsweise von Kühhude, Jagdhaus oder Latrop kann man auf Wald- und Wanderwegen zum Großen Kopf gelangen.
Wenige Meter nordwestlich vorbei am Gipfel des Großen Kopfs verläuft in Nordost-Südwest-Richtung der Bergweg des Rothaarsteigs, der vom Weiler Kühhude über den Saukopf, über die Kuppe des Großen Kopfs und dann weiter westwärts vorbei an Großer Bamicke und Kleiner Bamicke zur Waldwegkreuzung (632,4 m) an der Schutzhütte Millionenbank führt und dort auf den Talweg trifft.